# Parung (Parung)
Parung is een bestuurslaag in het regentschap Bogor van de provincie West-Java, Indonesië. Parung telt 16.280 inwoners (volkstelling 2010).